# Secvența principală

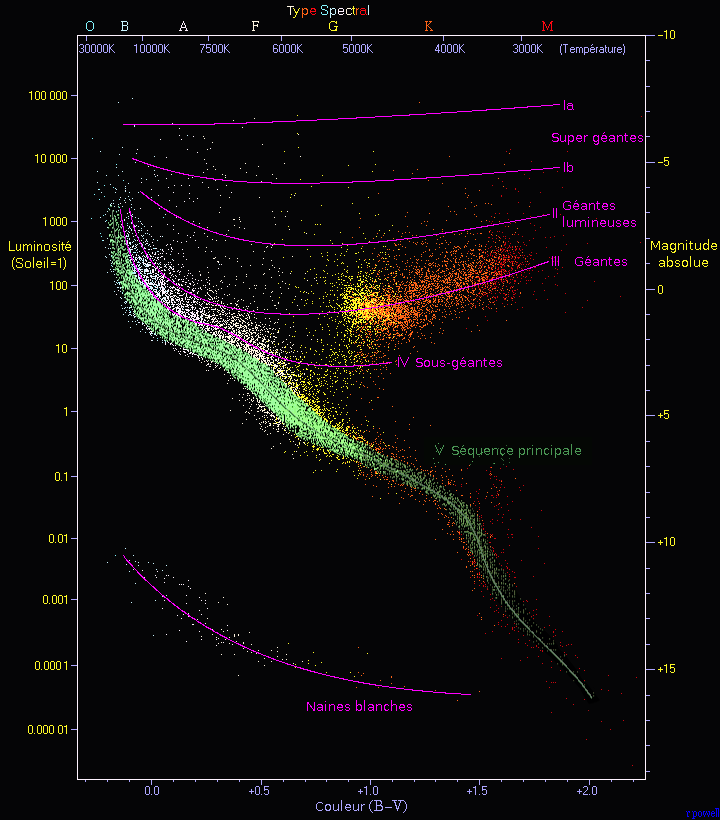
Diagrama Hertzsprung-Russell figurează stelele. În abscisă, indicele de culoare (B-V); în ordonată, magnitudiea absolută. Secvența principală se vede ca o bandă diagonală mergând de stânga sus spre dreapta jos. Această diagramă reprezintă 22000 de stele din catalogul Hipparcos precum și 1000de stele cu luminozitate slabă (pitice roșii sau albe) extrase din catalogul Gliese al stelelor apropiate.

Secvența principală de stele este alcătuită din stelele considerate de astronomi tipice și majoritare în Univers. În cea mai mare parte din cursul vieții lor stelele aparțin acestei grupări. Noțiunea apare pentru prima dată în clasificarea spectrală Harvard, după care și în Diagrama Hertzsprung-Russell. Soarele, steaua sistemului nostru planetar, face parte și el din Secvența principală.
În astronomie, secvența principală este o bandă continuă și foarte distinctă de stele care apar pe diagrame în care abscisa este indicele de culoare B-V, iar ordonata este luminozitatea sau, în sens invers, magnitudinea absolută a stelelor. Aceste diagrame culoare-luminozitate sunt cunoscute sub numele de „diagrame Hertzsprung-Russell”, după numele celor doi coinventatori ai ei, Ejnar Hertzsprung și Henry Norris Russell. Stelele care sunt figurate în această bandă sunt cunoscute sub numele de stele din seria principală, sau «stele pitice». Astfel, circa 90 % din stelele observate mai masive decât 0,5M☉ sunt pe secvența principală. 